# Pál Tomori

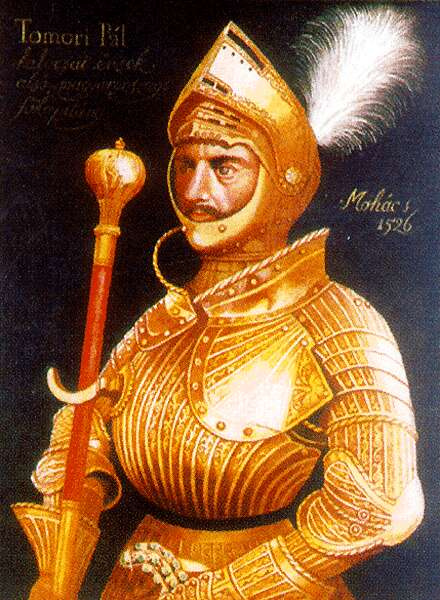
Pál Tomori

Pál Tomori (* 1475; † 29. August 1526 bei Mohács, gefallen) war ein ungarischer Offizier und Erzbischof von Kalocsa. In der 1526 gegen die Osmanen geführten Schlacht bei Mohács war er der Hauptkommandant der ungarischen Armee.

## Leben
Der Spross einer kleinadligen Familie begann seine Militärkarriere als Lehnsmann von János Bornemisza. Später wurde er Kastellan der Burgen von Fogarasch und Munkács sowie Kapitän der Burg von Buda. Zudem war er an der Niederschlagung des von György Dózsa geführten Bauernaufstands beteiligt.
Mitte 1520 teilte er sein Vermögen unter den Verwandten auf und trat dem Franziskanerorden bei. Als 1521 ein erneuter Krieg zwischen den Ungarn und den Osmanen ausbrach, weigerte er sich trotz vielfacher Bitten, ein Kommando auf Seiten der Ungarn zu übernehmen, zunächst das Kloster in Esztergom zu verlassen, in dem er als Mönch lebte.
Erst 1523 nahm er auf ausdrückliche Anweisung des Papstes das Amt des Erzbischofs von Kalocsa an und übernahm zugleich die Position des Hauptkommandanten der südlichen Verteidigungslinie gegen die Osmanen.
Kurz vor der Schlacht bei Mohács wurde er 1526 zum Hauptkommandanten der ungarischen Armee gewählt, da Johann Zápolya, der eigentliche Befehlshaber, nicht vor Ort war und daher nicht in die Kampfhandlungen eingreifen konnte.
Tomori fiel in der Schlacht, in der das ungarische Aufgebot von den Osmanen vernichtend geschlagen wurde.